# California City
California City – miasto w Stanach Zjednoczonych, w stanie Kalifornia, w hrabstwie Kern, na Pustyni Mojave. Według spisu ludności przeprowadzonego przez United States Census Bureau, w roku 2010 miasto California City miało 14 120 mieszkańców. Większość mieszkańców to pracownicy pobliskiej jednostki Air Force Edwards Base.